# Maroko na Zimowych Igrzyskach Olimpijskich 2014
Maroko na Zimowych Igrzyskach Olimpijskich 2014 – kadra sportowców reprezentujących Maroko na igrzyskach w 2014 roku w Soczi. Kadra liczyła 2 sportowców.

## Narciarstwo alpejskie

### Mężczyźni
| Zawodnik       | Konkurencja   | Czas 1. przejazdu | Czas 2. przejazdu           | Czas łączny                 | Pozycje                     |
| -------------- | ------------- | ----------------- | --------------------------- | --------------------------- | --------------------------- |
| Adam Lamhamedi | Slalom gigant | 1:29,27           | 1:29,96                     | 2:59,23                     | 47.                         |
| Adam Lamhamedi | Slalom        | 54,47             | Nie ukończył 2-go przejazdu | Nie ukończył 2-go przejazdu | Nie ukończył 2-go przejazdu |

### Kobiety
| Zawodnik   | Konkurencja   | Czas 1. przejazdu | Czas 2. przejazdu | Czas łączny | Pozycje |
| ---------- | ------------- | ----------------- | ----------------- | ----------- | ------- |
| Kenza Tazi | Slalom gigant | 1:35,27           | 1:34,52           | 3:09,79     | 62.     |
| Kenza Tazi | Slalom        | 1:10,19           | 1:06,96           | 2:17,15     | 45.     |